# Manassas Park
Manassas Park är en stad (independent city) och countyfritt område i den amerikanska delstaten Virginia med en folkmängd som enligt United States Census Bureau uppgår till 17 219 invånare (2020).

## Historia
Ett bostadsområde byggdes i Manassas Park med början år 1955. Området var än så länge en del av Prince William County. År 1957 blev Manassas Park en kommun av typen town. Sin status som independent city och countyfritt område fick Manassas Park som sista stad år 1975, innan Virginias lagstiftande församling beslutade att tills vidare inga nya oberoende städer ska godkännas. Året före hade Manassas Parks area blivit större och en ny bebyggelse har därefter fortgått i de förorter som blev anslutna år 1974.

## Geografi
Staden har en total area på 6,5 km². 6,5 km² av den arean är land. Manassas Park ingår i Washingtons storstadsområde.

### Angränsande countyn
- Prince William County - nord, öst, syd
- Manassas, Virginia - independent city - väst, sydväst